# Chile na Zimowych Igrzyskach Olimpijskich 1948
Chile na Zimowych Igrzyskach Olimpijskich 1948 reprezentowało czworo zawodników - tylko mężczyzn. Wszyscy wystartowali w narciarstwie alpejskim.
Był to debiutancki start reprezentacji Chile na zimowych igrzyskach olimpijskich.

## Narciarstwo alpejskie
Mężczyźni
- Hernán Oelckers
  - zjazd - 59. miejsce
  - slalom - 52. miejsce
  - kombinacja - 38. miejsce

- Arturo Hammersley
  - zjazd - 74. miejsce
  - slalom - 54. miejsce
  - kombinacja - 57. miejsce

- Jaime Errázuriz
  - zjazd - 78. miejsce
  - slalom - nie ukończył
  - kombinacja - 52. miejsce

- Gonzalo Domínguez
  - zjazd - 83. miejsce
  - kombinacja - nie ukończył